# Агњешка Клопотек
Агњешка Марија Клопотек (рођена Хук ; рођена 9. јула 1968) је политичарка и зоотехничарка. Она је чланица Сејма Пољске од 2023. године, била је чланица Сејмика Кујавско-Померанског војводства од 2014. до 2023. године. Она припада Пољској народној партији.

## Биографија
Агњешка Клопотек (рођена Хук ) рођена је 9. јула 1968. у Тарнову, Пољска. Године 1995. дипломирала је на Пољопривредном универзитету у Кракову са мастер дипломом из зоотехнике. Постдипломске студије је завршила на Економском универзитету у Кракову 1996. године и на Технолошком универзитету Тадеуш Кошћушко у Кракову 1999. године, а докторирала је на Националном истраживачком институту за сточарску производњу 2004. године. Од 1998. године ради у Националном истраживачком институту за сточарску производњу у Балицама, тренутно као део његовог одељења Колуда Вјелка. Она је главни специјалиста за економска, организациона и инвестициона питања.
Клопотек је члан Пољске народне странке. Од 2014. до 2023. године била је чланица Сејмика Кујавско-Поморског војводства, а такође је била и заменик председника. Безуспешно се кандидовала за функцију посланице Европског парламента током избора 2019. године, као кандидаткиња Европске коалиције. Године 2023. изабрана је у Сејм Пољске у изборној јединици бр. 4. У децембру 2023. године постала је чланица Комисије за легалност гласања путем поште на председничким изборима 2020. године.

## Приватни живот
Клопотек је удата за политичара Еугенијуша Клопотeка, који је био члан Сејма од 1997. до 2005. године, и од 2007. до 2019. године. Заједно имају двоје деце. Она живи у Сливицама, Кујавско-Поморско војводство, Пољска.